# Roderick Townsend
Roderick Townsend-Roberts (Stockton, 1º luglio 1992) è un atleta paralimpico statunitense specializzato nel salto in alto, nel salto in lungo e nei 100 metri piani e appartenente alla categoria T46.

## Biografia
Nato con danni permanenti ai nervi della spalla destra, del braccio e del collo a causa di problemi durante il parto, ha iniziato a praticare l'atletica leggera paralimpica nel 2014, ha vestito per la prima volta la maglia della nazionale statunitense ai campionati mondiali paralimpici di Doha, dove ha conquistato tre medaglie d'argento nel salto in lungo e salto triplo T47 e nella staffetta 4×100 metri T42-47 e l'oro nel salto in alto T47.
Nel 2016 ha partecipato ai Giochi paralimpici di Rio de Janeiro conquistando due medaglie d'oro nel salto in alto e salto in lungo T47 e classificandosi quinto nei 100 metri piani T47. L'anno successivo, ai mondiali paralimpici di Londra 2017 si è riconfermato campione iridato del salto in alto T47, mentre si è classificato quarto e sesto rispettivamente nel salto in lungo T47 e nei 100 metri piani T47.
Ai campionati mondiali paralimpici di Dubai 2019 è tornato a conquistare il suo terzo titolo di campione del mondo del salto in alto T47 oltre alla medaglia d'argento nel salto in lungo T47.
Nel 2021 ha preso parte ai Giochi paralimpici di Tokyo, dove ha conquistato la medaglia d'argento nel salto in lungo T47 e la medaglia d'oro nel salto in alto T47 dove, con la misura di 2,15 m, ha anche fatto registrare il nuovo record mondiale paralimpico per la categoria T46. Nel 2023 migliora ulteriormente tale record (arrivando a 2,16 metri) durante i mondiali paralimpici di Parigi, durante i quali conquista un altro oro mondiale. Nel 2024 vince l'oro nel salto in alto T47 sia ai mondiali di Kōbe sia ai Giochi paralimpici di Parigi.
È sposato con l'altista olimpionica Tynita Butts-Townsend.

## Palmarès
| Anno | Manifestazione       | Sede           | Evento             | Risultato | Prestazione | Note                                     |
| ---- | -------------------- | -------------- | ------------------ | --------- | ----------- | ---------------------------------------- |
| 2015 | Mondiali paralimpici | Doha           | 100 m piani T47    | 8º        | 11"31       |                                          |
| 2015 | Mondiali paralimpici | Doha           | Salto in alto T47  | Oro       | 2,03 m      | Record dei campionati                    |
| 2015 | Mondiali paralimpici | Doha           | Salto in lungo T47 | Argento   | 7,08 m      |                                          |
| 2015 | Mondiali paralimpici | Doha           | Salto triplo T47   | Argento   | 14,49 m     | Record nord-centroamericano              |
| 2015 | Mondiali paralimpici | Doha           | 4×100 m T42-47     | Argento   | 42"91       | Miglior prestazione personale stagionale |
| 2016 | Giochi paralimpici   | Rio de Janeiro | 100 m piani T47    | 5º        | 11"08       |                                          |
| 2016 | Giochi paralimpici   | Rio de Janeiro | Salto in alto T47  | Oro       | 2,09 m      |                                          |
| 2016 | Giochi paralimpici   | Rio de Janeiro | Salto in lungo T47 | Oro       | 7,41 m      | Record paralimpico                       |
| 2017 | Mondiali paralimpici | Londra         | 100 m piani T47    | 6º        | 11"22       |                                          |
| 2017 | Mondiali paralimpici | Londra         | Salto in alto T47  | Oro       | 2,10 m      | Record dei campionati                    |
| 2017 | Mondiali paralimpici | Londra         | Salto in lungo T47 | 4º        | 6,94 m      |                                          |
| 2019 | Mondiali paralimpici | Dubai          | 100 m piani T47    | Batteria  | dq          |                                          |
| 2019 | Mondiali paralimpici | Dubai          | Salto in alto T47  | Oro       | 2,03 m      |                                          |
| 2019 | Mondiali paralimpici | Dubai          | Salto in lungo T47 | Argento   | 7,27 m      | Miglior prestazione personale stagionale |
| 2021 | Giochi paralimpici   | Tokyo          | Salto in alto T47  | Oro       | 2,15 m      | Record mondiale                          |
| 2021 | Giochi paralimpici   | Tokyo          | Salto in lungo T47 | Argento   | 7,43 m      | Miglior prestazione personale            |
| 2023 | Mondiali paralimpici | Parigi         | Salto in alto T47  | Oro       | 2,16 m      | Record mondiale                          |
| 2023 | Mondiali paralimpici | Parigi         | Salto in lungo T47 | Argento   | 7,31 m      |                                          |
| 2024 | Mondiali paralimpici | Kōbe           | Salto in alto T47  | Oro       | 2,05 m      |                                          |
| 2024 | Giochi paralimpici   | Parigi         | Salto in alto T47  | Oro       | 2,12 m      |                                          |